# 千竈氏
千竈氏（ちかまし）は、日本の中世の武家。御家人である一方、御内人として得宗家の各地所領の代官職を務めた。

## 概要
千竈氏は鎌倉時代を通じ、尾張国愛知郡千竈郷（諸説あるが愛知県名古屋市中川区北部から中村区南部に比定される）を本拠地とした御家人であると同時に得宗家の被官として海上交通を掌握したと見られている。千竈氏の支配領域は、鎌倉時代後期、1306年（嘉元4年）の千竈時家による処分状（『千竈時家処分状』（千竈文書））、によると、尾張国千竈郷のほか、常陸国、駿河国、薩摩国の得宗領の代官職となっており、かなり広範囲に及んでいる。
薩摩国の所領については承久の乱以降に与えられたものと見られ、川辺郡を拠点に坊津、喜界島、奄美大島、沖永良部島、徳之島、屋久島下郡などの重要港や奄美群島の島々までが挙げられている（千竈文書）。これらの所領について、近年、中世国家の東西境界周辺の得宗被官である、東の安東氏と西の千竈氏の比較検討研究が進み、ともに中央部の武士団に比べて所領面積が広大であり、国家の境界外に及んでいる点が指摘されている。その実態は、交易を通じての経済的権益であると推定されている。この処分状を含む『長島千竈文書』については、通常奄美群島史において「グスク時代」と捉えられている時代に鎌倉幕府の権力が一部とはいえ及んでいたことを示すものとされている。
また、『金沢文庫』中の日本地図に「雨見嶋、私領郡」と記載されていることから、千竈氏の奄美群島に対する権益が単なる経済的なものに止まらないとする見方もある。
室町時代に入ると千竈氏は島津氏の配下に入った。安東氏と異なり、得宗家に直結した被官であったため、鎌倉幕府の崩壊と運命を共にしたとの見解がある。